# 池端真実
池端 真実（いけはた まみ、1993年12月16日 - ）は、日本の元AV女優。

## 略歴・人物
北海道出身。2015年5月、kawaii*専属女優としてデビューしたロリ系AV女優。一部の作品では「池端真美」とも表記される。
特技はバスケットボール。

## 出演作品

### アダルトビデオ
2015年
- 新人!kawaii*専属デビュ→ 18才の旅立ち☆なまら美乳のほっくほく道産子まみたん （5月25日、kawaii*）
- 18才道産子まみたんとバーチャル同棲性活♥（6月25日、kawaii*）
- ごっくん風俗パラダイス（7月25日、kawaii*）
- 18年間でイッた回数を1日で超えてしまう大絶頂SEX（8月25日、kawaii*）
- クラス40名!全員ブッコ抜き教室（9月25日、kawaii*）
- 処女と童貞で結ばれた大好きな彼女が親戚のおじさん達に目の前で寝取られイカされ続けて僕の精神が崩壊した件。（10月25日、kawaii*）
- 女子校生絞愛レズビアン（11月19日、レズれ!）
- 旅行先の温泉旅館で旦那に頼まれて男を誘惑させられギンギンに勃った他人棒でイかされまくった貞淑妻（12月1日、DOC）
- ド田舎の川辺で無垢な女の子に悪戯してそのまま近くの温泉で乱交しちゃいました。 4（12月4日、FIRST STAR）
- 16歳年の離れた少女と子作り不倫旅行 withむっちりFカップちびロリ巨乳まみたん（12月4日、FIRST STAR）
- 旅館のコタツでうたた寝している人妻の胸元に光る汗や時折見せる苦しそうな表情が○○○をしている姿に見えてしまい…（12月10日、DOC）
- J●とびっこ散歩! 2 〜リモバイ挿れたまま散歩できるかな?〜（12月10日、DOC）※「くみ」名義
- 「自宅で妻を寝取って下さい」 愛する巨乳妻を別の男に寝取らせ次第に濡れ始めイキまくる妻を目の前にして興奮する夫（12月11日、SCOOP）
- 本気汁が飛び散る褐色ギャルたちのマジSEX（12月11日、BAZOOKA）
- JKおま♥こおっぴろげWダンス（12月18日、OFFICE K'S）
- ぎゃるGAL女子高生!!（12月19日、プレステージ）
- 炉利の湯 巷で有名なロリカワ揃いの名門女子テニス部がはっちゃけ 温泉大乱交（12月19日、キチックス）
- 女子校生飼い馴らし伝説 僕の中出されオナドール MAMI（12月19日、キチックス）

2016年
- JKお漏らし顔騎（1月1日、OFFICE K'S）
- 素人娘のオシッコ飲んじゃいました! 2（1月1日、虎堂）
- イッてもやめない!! 素人娘の悶絶手コキ責め!! 2（1月1日、虎堂）
- ＜わいせつ図画＞ こんな野郎を教師と呼ぶな! 女子バスケ部鬼畜顧問の不祥事まとめ（1月8日、FIRST STAR）
- レズりたいのにレズれない。触れてはいけないアノ人と、オナニーだけでは我慢できずに禁断ディルドセックス（1月19日、レズれ!）
- 素人人妻ナンパ 奥さんの自宅にお邪魔して完全合意で中出ししちゃいました!!（1月22日、S級素人）
- 自画撮り 素人娘のヘアヌードコレクション（1月22日、虎堂）
- 素人娘 初めての淫語手コキ（1月22日、虎堂）
- 完全ガチ交渉! 噂の、素人激カワ看板娘を狙え! vol.33 in港区（2月19日、プレステージ）
- 生チ○ポ観察! ピュアなお嬢さんたちにじっくり見てもらいました（2月19日、DOC）※「みき」名義
- 両親の留守を良い事にお泊まり会を開く妹。ただ、ボクたちは相部屋。とにかく狭い。 妹は大目に見てよとボクに手を合わせてきたが冗談じゃない。ボクは受験生、これからが追い込みって時だ。しかし、可愛い友人たちを見た瞬間「ま、まあ僕も鬼じゃない、背伸びしたくなる年頃だしな」と快く了承。仕方なく勉強するが、まあうるさい。やはりお引き取り願おうと振り向いたその瞬間、彼女たちのパンチラがボクの口を封じ、理性は崩壊。ボクはみるみるうちに勃起してしまい、あわてて隠すもバレてしまいい気まずい雰囲気。「お前達がイケないんだ!そんな破廉恥な格好で…」ボクは何を言っているんだ?と思った矢先、妹と彼女たちは「お兄さんごめんなさい」と勃起チ○ポを握りしめてきた。（3月17日、Hunter）
- 女子校生スクール中出し乱交 〜放課後の教室で乱交した思い出 3〜（3月25日、TMA）
- 花ことばに誘われて… OL誘惑レズビアン（4月1日、U&K）
- チ○ポ挿入した途端に涙目www マジっすか!? 可愛い過ぎるヤンキー娘デビュー! 真実 怖そうなオラオラ系不良娘がおじさんとセックスする時のギャップが超オトメ。【オイルマッサージもあるよ】（4月25日、ビッグモーカル）
- 妹は従順な性奴隷(オナペット)（4月30日、JUMP）※「まみ」名義